# Bendosari (Bendosari)
Bendosari is een bestuurslaag in het regentschap Sukoharjo van de provincie Midden-Java, Indonesië. Bendosari telt 1748 inwoners (volkstelling 2010).